# Stephanauge tuberculata
Stephanauge tuberculata är en havsanemonart som först beskrevs av Hertwig 1882.  Stephanauge tuberculata ingår i släktet Stephanauge och familjen Hormathiidae. Inga underarter finns listade i Catalogue of Life.